# Karel Srp starší
Karel Srp starší (* 18. ledna 1937 Beroun) je český hudební publicista a dlouholetý předseda Jazzové sekce.

## Životopis
Po vzniku Jazzové sekce byl Karel Srp nejprve jejím místopředsedou a později předsedou. Když byla široká kulturní činnost Jazzové sekce režimem vyhodnocena jako problémová, stala se sekce předmětem zájmu Státní bezpečnosti. Ta zahájila akci Jazz, monitorovala aktivity sekce, jejího vedení i vybraných členů. Vztahy s režimem postupně přerostly v ostrou konfrontaci, při níž se Karel Srp a další členové sekce tvrdě bránili snahám o její zákaz či zásadní omezení jejích dosavadních aktivit. V roce 1986 byl Karel Srp zatčen a následně zařazen do politického procesu se členy Jazzové sekce. Odsouzen byl k nepodmíněnému trestu odnětí svobody na 16 měsíců. Po propuštění se ihned opět zapojil do činnosti sekce.
Jako předseda Jazzové sekce zorganizoval Srp koncem února 2013 v jejím sídle soukromou oslavu pro nově zvoleného (ještě neúřadujícího) prezidenta Miloše Zemana, jehož před volbami podporoval. Dne 28. října 2013 ho prezident Miloš Zeman vyznamenal medailí Za zásluhy.
V roce 2017 podal Karel Srp žalobu na Jaroslava Hutku na ochranu osobnosti. Soud v září 2021 rozhodl, že Hutka se Srpovi omlouvat nemusí.

## Spolupráce se Státní bezpečností
V dokumentech Státní bezpečnosti Karel Srp figuruje jako její tajný spolupracovník HUDEBNÍK (registrační číslo 25280), vedený v kategoriích důvěrník, v letech 1979–1982 jako agent a roku 1983 jako důvěrník. Na 151 schůzkách měl Srp podat celkem 299 zpráv. Řídícím důstojníkům předával informace v někdejší Mělnické vinárně na Národní třídě, v mrtvé schránce v metru nebo telefonicky. Spolupráce Srpa s StB se stala předmětem skandálu, který vypukl roku 1999 po oznámení Srpovy senátorské kandidatury v doplňovacích volbách do Senátu Parlamentu České republiky.
Při ukončení spolupráce roku 1982 si StB poznamenala: „Po zrušení Jazzové sekce … ztratil zpravodajské možnosti, neboť do té doby byl z titulu své funkce využíván jako vlivová agentura v akci Kapela. … Pramen si začal uvědomovat ztrátu důležitosti pro StB, a protože chtěl zůstat ve zpravodajské síti StB, začal podávat zkreslené informace. Prováděnou kontrolou agenturně operativními prostředky byly od r. 1981 zaznamenány signály, že HUDEBNÍK má tendence k neserióznosti. … Vzhledem k těmto skutečnostem ztratil HUDEBNÍK pro zpravodajskou síť význam.“ Roku 1983 byl na Karla Srpa znovu založen svazek v kategorii důvěrník. Cílem bylo využít jeho zaměstnání v hudebním vydavatelství Panton a kontaktů na americkém velvyslanectví v Praze. Zprávy jím podávané v této době byly velmi obecné a snadno dostupné z jiných zdrojů. Srp se hájil, že jeho styky s StB byly součástí konspirativní hry dohodnuté mezi členy Jazzové sekce s cílem předávat irelevantní informace.
Ve svazku písničkáře Vladimíra Merty se nachází jedno udání podané Karlem Srpem na Ladislava Zajíčka, zakladatele konkurenční organizace Sekce mladé hudby, se kterou měla Jazzová sekce napjaté vztahy, a sám Srp Zajíčka nepravdivě obviňoval ze spolupráce s StB, což v 90. letech potvrdil i sám Zajíček. Vladimír Merta situaci po pročtení svého svazku věc zhodnotil následovně: „Vždycky jsem si myslel, že agent byl Zajíček, ale místo něj jsem v seznamech našel Srpa.“
Hudební publicista a člen Jazzové sekce Josef Vlček uvedl, že v době rostoucího nátlaku ze strany Bezpečnosti na členy Jazzové sekce a jejich častého předvolávání on sám se Srpovým souhlasem a instrukcemi podepsal spolupráci s StB. Zdůvodnil to tak, že tímto způsobem mohli kontrolovat, jaké informace StB získá.
Písničkář Jaroslav Hutka uvedl: „Když jsem poprvé dostal svůj spis,… Příjemné překvapení bylo, že z mého okolí nikdo neudával. Jediný podstatnější udavač byl Karel Srp, tehdejší šéf Jazzové sekce. Od něj se dozvěděli docela podstatné věci… Pamatuju si, že za mnou přišel jazzman, půjčil jsem mu desky a zajímalo ho všechno, co dělám. Vím, o čem jsme tehdy mluvili, to ve spisu prostě i bylo. Před tím navíc byla stránka, že o mně mají málo informací a že za mnou musí někoho poslat. Další stránka už byla návštěva Karla Srpa. On dodnes sám nevěří, že udával.“
Městský soud v Praze 13. prosince 2000 rozhodl, že Karel Srp byl ve spisech komunistické StB evidován jako její spolupracovník neoprávněně, ovšem pouze na základě skutečnosti, že nelze ověřit autenticitu jeho podpisu z rekonstruovaného mikrofišového záznamu. Navíc v době vydání rozsudku nebyla k dispozici další později zveřejněná rozsáhlá svazková agenda, která jednoznačně potvrzuje rozsáhlou vědomou agenturní činnost Karla Srpa pro Státní bezpečnost. Karel Srp udal Státní bezpečnosti i svého syna Karla Srpa ml., který pro Jazzovou sekci připravoval monografie zakázaných výtvarníků. Udání se týkalo kontaktu s Milanem Knížákem.
Umělecká skupina PodeBal roku 2000 zařadila Karla Srpa do své výstavy „MALIK URVI“ (GEN – Gallery of Established Nomenclature).

## Prezidentovy návrhy jmenovat K. Srpa členem Etické komise a členem ÚSTR
Dne 19. ledna 2017 jej prezident Zeman chtěl jmenovat na pětileté funkční období členem devítičlenné Etické komise České republiky pro ocenění účastníků odboje a odporu proti komunismu. Komise funguje při úřadu vlády a vyřizuje odvolání žadatelů o osvědčení příslušníka protikomunistického odboje, pokud neuspějí se svou žádostí u ministerstva obrany. Právě Srpovi dříve osvědčení nevydala, což by mohlo být i překážkou členství. Jmenování však odmítl stvrdit svým podpisem premiér Sobotka. Proti Srpovu jmenování protestoval např. Miroslav Vodrážka z Centra pro dokumentaci totalitních režimů, někdejší bývalí aktivisté a členové výboru Jazzové sekce i samotná etická komise. Rozhodnutí premiéra nepodepsat návrh ocenil mimo jiné ministr kultury a bývalý ředitel Ústavu pro studium totalitních režimů Daniel Herman. Sám Srp v rozhovoru pro Novinky.cz ke stávajícím členům komise mimo jiné uvedl: „Jsou to kariéristé. Jenže my na ně budeme pořád dohlížet. Ať si z nás nechtějí udělat nepřátele nebo my je tak rozmázneme od Pitharta až já nevím kam. Nebudeme si brát servítky. Máme tu materiály proti každému a pro každého. Nejsme Ústav pro studium totalitních režimů.“
Dne 21. července 2017 navrhl prezident Zeman Karla Srpa jako nového člena Rady Ústavu pro studium totalitních režimů (ÚSTR), přestože Karel Srp nesplňuje zákonem (č. 181/2007 Sb.) dané podmínky členství v ÚSTR, neboť byl před 15. únorem 1990 členem Komunistické strany Československa a byl evidovaným spolupracovníkem bezpečnostních složek. K tomu doplňuje historik Petr Blažek jednak to, že Srpova členská karta (KSČ) je součástí Národního archivu, jednak že pan Srp evidován jako spolupracovník byl – „Zákon nevyžaduje, aby někdo posuzoval míru té spolupráce.“

## Dílo
- Výjimečné stavy: povolání Jazzová sekce. Praha: Pragma, 1994.[1]